# Portantveus de general governador

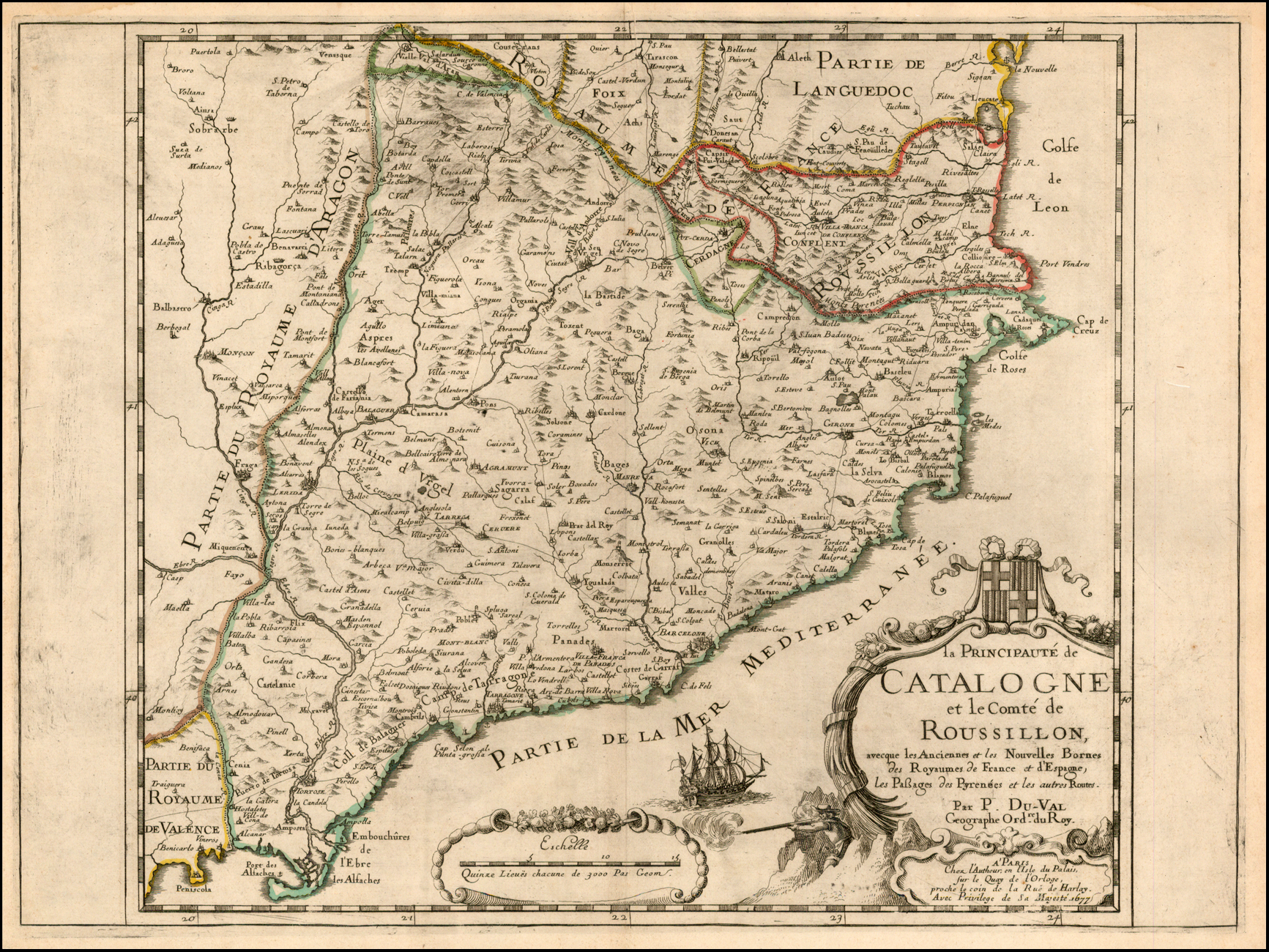
Mapa del Principat de Catalunya del.

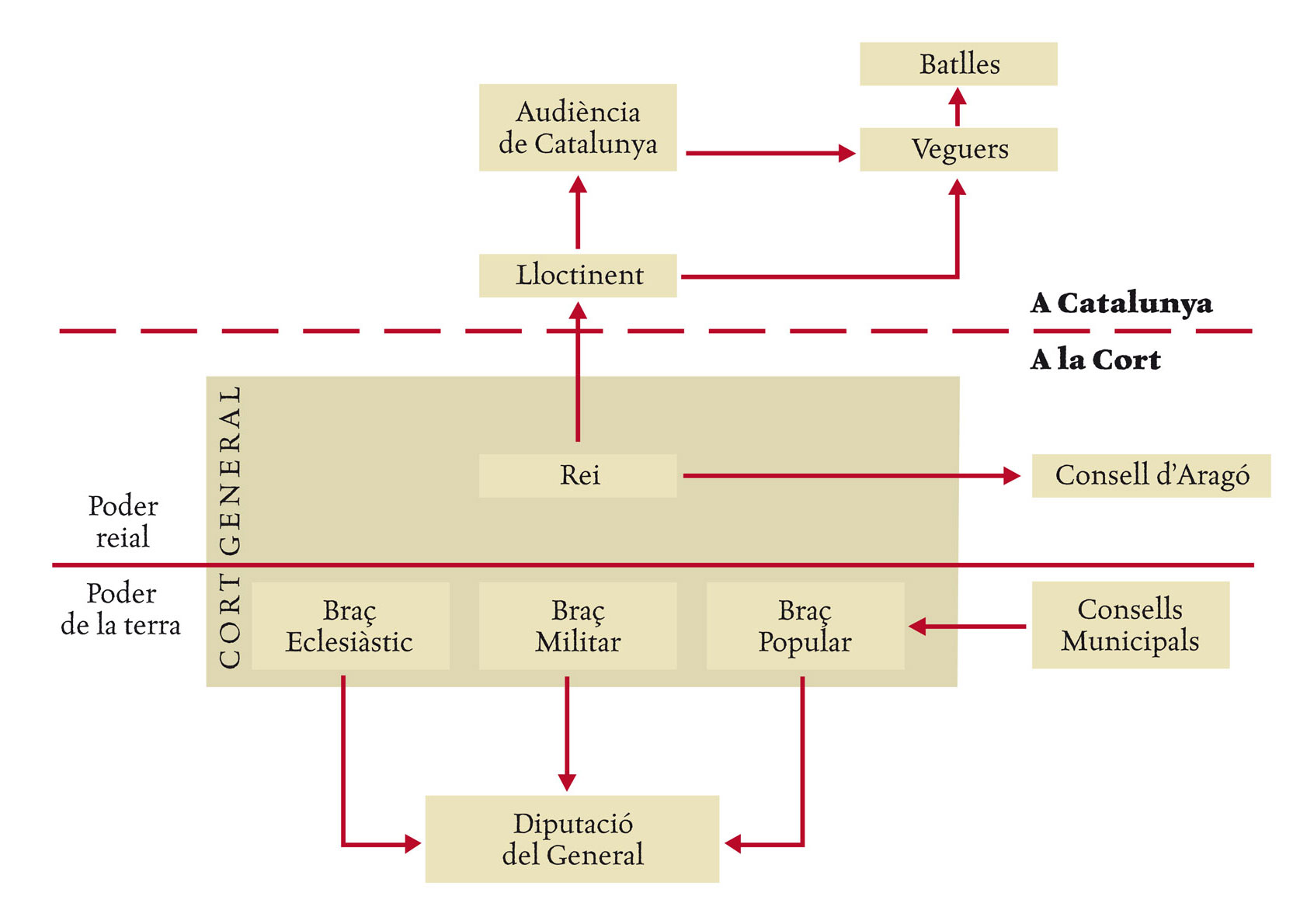
Esquema del sistema constitucional català. El portantveus era un càrrec supeditat al lloctinent o virrei.

El portantveus de general governador era, en el sistema constitucional català de l'edat moderna, un oficial reial superior als veguers, batlles i jutges, però inferior al governador general titular (que des de finals de l'edat mitjana legalment era una funció reservada al primogènit de la monarquia) i també inferior al lloctinent reial. Vulgarment se simplificava llur càrrec com a "governador". Com a supervisor de la justícia reial a nivell territorial era un ofici que viatjava constantment per les comarques catalanes.

## Nomenament
El nomenament d'aquest càrrec era una facultat del rei, però calia complir certs requisits: Era obligatori que fos català i que residís al Principat de Catalunya (en contraposició a un lloctinent que gairebé sempre era foraster), i també que com a mínim fos cavaller. En el moment de rebre el nomenament havia de jurar l'observança a les Constitucions catalanes en presència del rei o del lloctinent. A més a més, i degut al caràcter itinerant d'aquest ofici, el portantveus també havia de jurar els privilegis i costums locals quan entrava per primera vegada en una vegueria o en una ciutat, com igualment havien de fer-ho els jutges locals que hi exercien. Llevat de les excepcions en cas de malaltia, impediment o per trobar-se fora de Catalunya, no se li permetia designar un lloctinent propi.
Cal dir que fins a mitjans del segle xvi hi havia dos portantveus de general governador, cadascun amb la seva cort: un que actuava a la Catalunya al sud dels Pirineus, i l'altre als Comtats de Rosselló i Cerdanya. La dualitat permetia distribuir la càrrega de feina, però no eren ben bé iguals, ja que el del sud era l'únic que succeïa el lloctinent en situació de vice regia. El portantveus de la Catalunya Nord va desaparèixer per la conquesta i annexió francesa.

## Funcions
Era el funcionari de més rang de l'administració reial ordinària a Catalunya, com a ofici o càrrec permanent (a diferència del seu superior, el lloctinent, que en ser un delegat personal del rei cessava quan aquest moria). La seva era una jurisdicció ordinària, és a dir, basada en les lleis i en nom propi. Llur màxim poder era la "potestat de l'espasa", que era la d'executar un reu. Les seves funcions només cessaven si es trobava al mateix lloc que el rei, o el primogènit, o el lloctinent. Tenia àmplies facultats per administrar justícia, però les seves sentències eren apel·lables. A més a més, com tot oficial reial, llurs accions estaven subjectes a la constitució "Poc valria" que vetllava per evitar el despotisme: és a dir que podien ser anul·lades. A diferència del lloctinent del rei a Catalunya, el portantveus de general governador era un oficial assalariat que cobrava un estipendi, el qual havia de ser proveït per la Diputació, que era qui recaptava els impostos del General.
És important distingir que llur activitat es podia desenvolupar en dues situacions molt diferents: O bé de manera ordinària, que era el més habitual, o bé de manera vice regia (en lloc del rei) excepcionalment.

### Ordinàries
En condicions normals, com a simple ordinarius ordinariorum, llur tasca principal era la de jutge superior, i de tant en tant la de substitut d'altres jutges. Com establia la constitució "Part açò" no tenia encomanada cap jurisdicció específica: La seva funció era la de presentar-se físicament a les vegueries o batllies catalanes, moment en el qual quedava automàticament suspesa la vigència del jutge titular local, i conèixer les causes que cregués oportunes; en el moment de sortir d'aquella circumscripció automàticament el titular recuperava llur vigència. Només podia sentenciar des de fora estant d'una vegueria en casos d'inexistència o negligència del jutge local. També era el responsable pràctic d'executar les sentències tant del rei com del lloctinent. Tota aquesta activitat el feia el principal supervisor de l'aplicació de les lleis a Catalunya. El poder de substituir qualsevol autoritat local només amb la seva presència impedia qualsevol dualitat de poders. Això li permetia de restaurar l'observança de la llei si els oficials locals eren massa dèbils, o si eren corruptes.
L'altre pilar de la seva activitat era el de garantir l'ordre públic. El portantveus era un dels oficials reials que podia ordenar la detenció d'una persona. En cas d'aldarulls a algun lloc s'hi dirigia personalment per proclamar-hi una treva general, basant-se en l'aplicació de l'usatge "Simili modo". En cas de resposta violenta les autoritats reials comptaven amb les escasses tropes professionals, o fins i tot amb la col·laboració que els volguessin prestar els municipis.
Les anomenades "quatre regalies" (o "quatre usatges") facultaven els oficials reials (començant per la base que eren els algutzirs) per perseguir els infractors de les lleis. En els casos més greus en què els oficials sols no eren suficients per a imposar-se, els veguers, el portantveus, el lloctinent o el rei podien fer ús d'una cinquena que era el sometent.
- Auctoritate et rogatu II: que protegia els oficials reials en general, i de l'administració de justícia en particular, com a detentors d'una "potestat" específica per actuar en nom del príncep.
- Simili modo: que facultava l'autoritat reial per imposar treves entre bàndols enfrontats, fet que prohibia que continuessin les hostilitats perquè les parts passaven a gaudir de la protecció reial. Per extensió, els eclesiàstics (i llurs béns i temples) es consideraren permanentment protegits per aquest usatge.
- Moneta: que perseguia específicament els nombrosos falsificadors que encunyaven monedes falses, o bé en retallaven el perímetre per aprofitar el metall per a fer-ne més, o bé les fonien de nou per afegir-hi metall de baixa llei per encunyar-ne més.
- Camini et stratae: que protegia amb una "Pau i Treva" permanent tots els camins i rutes marítimes, fet que permetia a l'autoritat reial de perseguir els saltejadors per tot el territori, independentment de a quina jurisdicció s'havia comès el robatori.
- Sonus emissus: que en determinats casos permetia a l'autoritat reial de convocar els homes hàbils (cridant "Via fora!" pels carrers i fent repicar la campana local) amb l'objectiu de perseguir uns malfactors, independentment del lloc a on s'amaguessin o a on haguessin delinquit, per tal de posar-los a la presó reial.

Cal tenir present, però, que al portantveus no li corresponia instruir els processos de Pau i Treva, ja que aquesta regalia estava reservada als veguers. Tampoc podia mobilitzar el sometent de més d'una vegueria a la vegada si no tenia el permís exprés del lloctinent reial.

### Extraordinàries
Com a número dos de l'administració, en cas de vice regia el portantveus de la Catalunya Sud havia de substituir el lloctinent reial quan es posava malalt, quan era impedit, o quan s'absentava de Catalunya. Aquest procediment estava establert a la constitució 7 "Més estatuïm" de 1493, i ampliat al capítol de cort 56 del 1599. De fet la vice regia va esdevenir una qüestió delicada quan s'activava per la mort del rei, ja que en aquest moment cessava la validesa del lloctinent o virrei i legalment els poders reials quedaven en mans del portantveus. En aquesta situació la Reial Audiència es transformava nominalment en l'Audiència de la Governació vice regia, i tots llurs jutges i doctors havien de seguir l'audiència del portantveus i havien de ser presidits per l'assessor d'aquest (i no pel canceller o el regent la cancelleria). L'audiència del portantveus passava a fer-se càrrec de sentenciar tots els casos civils i criminals; i fins i tot tenia la potestat d'executar les causes de suplicació de les sales del civil. Fins i tot podia fer executar les seves pròpies sentències anteriors pendents de suplicació. Pel que fa a les regalies reservades només al rei o al seu lloctinent, el portantveus en vice regia les tenia limitades.
És important recalcar que també requeia sobre d'ell la funció de capità general que tenia el lloctinent i, per tant, assumia el comandament de les tropes reials presents a Catalunya.

## La cort del portantveus
El seu assistent principal era l'oficial assessor. Els consells legals d'aquest jurista eren vinculants per decidir tant sobre les sentències com sobre les simples interlocutòries. Seguia el portantveus a tot arreu, i si per algun motiu no ho podia fer era substituït per un altre jurista. El seu nomenament era reial, però no estava autoritzat a actuar a títol propi, ja que només era un ofici tècnic.
La resta de personal de què es dotava eren un procurador fiscal, un algutzir, i altres subordinats com ara porters, nuncis que portaven notificacions, o verguers que s'encarregaven de les execucions.

## Transcendència històrica
El singular càrrec de portantveus de general governador, permanent i assalariat com a oficial de la terra, era tot un símbol de les limitacions que tenia la monarquia a Catalunya: sotmesa al pactisme i l'imperi de la llei, i privada de llur voluntat absolutista. Malgrat tot, normalment no existiren tensions entre el portantveus i el seu superior el lloctinent. En canvi, sí que emergiren conflictes polítics importants per la vice regia per mort del rei, ja que el successor va intentar en algunes ocasions de nomenar el seu lloctinent quan ni tan sols havia vingut a Catalunya per jurar les Constitucions catalanes.

### Aplicació de lavice regia
Des de la seva formulació el 1493 fins a principis del segle xviii es van morir fins a sis reis: Ferran II, Carles I, Felip I (II de Castella), Felip II (III de Castella), Felip III (IV de Castella) i Carles II.
L'arribada del primer dels Habsburg fou molt respectuosa amb la legalitat. Tot i que des de Flandes Carles I va arribar a nomenar el seu oncle natural Alfons d'Aragó nou lloctinent de Catalunya (pel testament de Ferran II ja era governador regent de la Corona d'Aragó) no va acabar prenent possessió del càrrec: per tant des de 1516 fins al 1519 el portantveus va estar actuant en vice regia seguint els protocols legals. Fins i tot es donà el fet que quan arribà Carles I a Barcelona el 15 febrer de 1519, no va jurar les Constitucions fins al 16 d'abril, i en aquests dos mesos va esperar sense prendre cap decisió que pogués contravenir la legalitat catalana.
En canvi Felip I, un cop abdicat el seu pare el 1556, ja va voler imposar com a virrei seu a Garcia de Toledo el 1558 sense haver prestat jurament. La vice regia del portantveus estava activa, però finalment se'l va acceptar sota protesta tolerant el fet que el 1542 les Corts Catalanes havien reconegut el príncep Felip com a successor, i el seu pare havia fet el jurament per ell.
La mateixa situació es tornà a donar el 1598 amb Felip II, que va voler ratificar com a lloctinent de Catalunya el duc de Feria que ho era des del 1596. Després d'un breu període de vice regia del portantveus, també se'l va acabar acceptant sota protesta perquè igualment el 1585 el seu pare havia prestat el jurament en nom seu i es va insistir un cop més que el jurament calia que el fes l'interessat físicament a Catalunya. El rei va venir a jurar les Constitucions el 1599 moment en què donà les gràcies als Braços reunits en Cort per haver facilitat el nomenament del seu lloctinent sense que ell hagués jurat com devia.
Amb Felip III no només es va repetir el tràngol sinó que s'agreujà pel fet que abans de la mort del seu pare el 1621 mai havia jurat com a successor (ni llur pare ho havia fet en nom seu). Aquest cop el portantveus no va arribar a actuar vice regia perquè la Diputació i la Ciutat de Barcelona acceptaren que el duc d'Alcalà acabés el seu trienni, esperant que el nou rei vindria a Catalunya amb rapidesa. Felip IV no només no va venir, sinó que el 6 d'agost de 1622 va voler substituir-lo pel bisbe de Barcelona Joan Sentís. Els Comuns catalans el rebutjaren categòricament mantenint el conflicte durant diversos mesos, però acabaren cedint sota protesta el 12 d'abril de 1623. No obstant això Felip IV encara va esperar tres anys més abans de venir a jurar les Constitucions, just quan finalitzava el trienni ordinari de Sentís.
Durant la Guerra de Separació cap dels dos reis francesos (Lluís XIII i Lluís XIV) van venir a jurar les Constitucions com a comtes de Barcelona a causa de la situació bèl·lica. Després de la restauració de Felip III, es té constància que la vice regia del portantveus es va activar el 1662 a finals del llarg virregnat d'Orozco.
La seva successió per "l'hechizado" va tenir certa dificultat: Sembla que es va permetre que el lloctinent del seu pare acabés el trienni el 1667, moment en què sí que es va obrir la vice regia. De totes maneres, a causa de l'evident decadència física de Carles II, aquest rei no va visitar mai Catalunya per fer el jurament; així que tots els seus lloctinent hagueren de ser admesos sota protesta.
La successió va tornar a ser traumàtica a finals del 1700, aquest cop amb l'agreujant de la lluita dinàstica. No obstant això, el testament de Carles II deixava clar a la clàusula 14 que el nou rei hauria de respectar les lleis de cada un dels seus estats. La Conferència dels Tres Comuns va acabar acceptant el francès Felip IV (V de Castella), i que Darmstadt acabés el seu virregnat. Dos mesos després el nou rei ja volgué nomenar el seu lloctinent de confiança, el cardenal Portocarrero, fet que va enrarir encara més el clima polític i es feren demandes que el portantveus actués en vice regia, tot i que finalment també se'l va acceptar sota protesta. Malgrat que Felip IV va jurar les Constitucions a les Corts de Barcelona el mes d'octubre, les tensions continuaren aflorant constantment fins al trencament definitiu de Catalunya amb el Borbó.